# Massís Cayley
El massís Cayley és un estratovolcà potencialment actiu en el Districte Regional de Squamish-Lillooet en el sud-oest de la Colúmbia Britànica, Canadà. Localitzat a 45 km al nord de Squamish i 24 km a l'oest de Whistler en els intervals del Pacífic de la Costa Serrana, es troba a 2264 metres (7.428 peus) per sobre del riu Squamish cap a l'oest i 1844 metres (6050 peus) per sobre del riu Cheakamus cap a l'est.
El massís Cayley conté crestes, cúpules de lava arrodonides i pinàculs afilats de roques erosionades, arribant la mes alta a 2377 metres. Es troba en l'extrem sud d'un camp de glaciars de gel anomenat Dust Mountain Icefield.